# Wilhelm Tinter

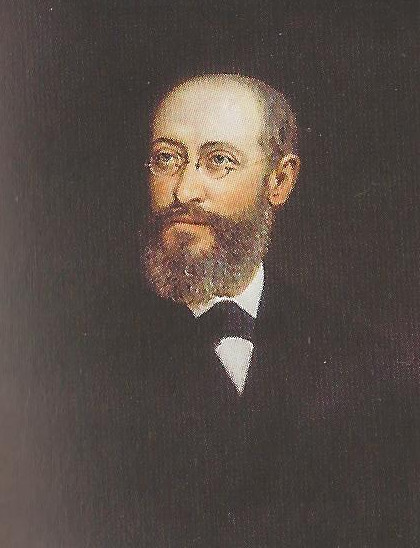
Wilhelm Robert Tinter Edler von Marienwil, Gemälde von Wenzel Ottokar Noltsch (1893)

Edler Wilhelm Robert Tinter von Marienwil (* 19. Dezember 1839 in Jauernig; † 18. Dezember 1912 in Wien) war ein österreichischer Geodät, Astronom und Hochschullehrer. Er war Rektor der Technischen Hochschule Wien.

## Leben
Wilhelm Tinter studierte von 1856 bis 1861 am k.k. Polytechnischen Institut in Wien. Anschließend war er bis 1864 als Ingenieur der österreichischen Staatseisenbahngesellschaft mit Brückenbau beschäftigt. Bei Josef Philipp Herr war Tinter von 1864 bis 1866 als Assistent für praktische Geometrie, von 1866 bis 1870 für Höhere Geodäsie und Sphärische Astronomie tätig. Daneben besuchte er unter anderem bei Eduard Suess an der Universität Wien geologische, mathematische und astronomische Vorlesungen. 1869 habilitierte er sich über die Theorie und den Gebrauch geodätischer und astronomischer Instrumente sowie über die Theorie der Ausgleichsrechnung. 
1870 wurde er außerordentlicher Professor, 1872 ordentlicher Professor der Höheren Geodäsie an der k.u.k. Technischen Militärakademie. Im selben Jahr promovierte er an der Universität Rostock zum Dr. phil. Von 1873 bis zu seiner Emeritierung im Jahr 1910 war er ordentlicher Professor der Praktischen Geometrie bzw. Höheren Geodäsie und Sphärischen Astronomie an der Technischen Hochschule Wien. Sein Nachfolger auf diesem Lehrstuhl war Richard Schumann. In den Studienjahren 1882/83 und 1883/84 sowie 1888/89 bis 1895/96 stand er als Dekan der Bauingenierschule vor. Im Studienjahr 1884/85 wurde er zum Rektor der Technischen Hochschule Wien gewählt. 
Von 1872 bis 1880 war er Redakteur der Zeitschrift des Österreichischen Ingenieur- und Architektenvereins. Ab 1872 gehörte er dem Ausschuss zur Einführung des metrischen Maßes und Gewichts sowie der österreichischen Gradmessungskommission an. Ab 1882 war er Mitglied der k.k. Normal-Eichungskommission, deren Direktor er von 1896 bis 1903 war. Ab 1887 war er Präsident der Österreichischen Kommission für Internationale Erdmessung und ab 1898 Mitglied der permanenten Kommission der internationalen Erdmessung.
1891 wurde Tinter zum Hofrat und 1896 zum Ministerialrat ernannt.
Tinter beschäftigte sich unter anderem mit Instrumentenkunde und astronomischen Beobachtungstechniken und verfasste Studien über Instrumente wie Tachymeter, Planimeter, Tachygraphometer und Distanzmesser. Nach seinen Plänen wurde ein fotografischer Theodolit gebaut. Bei der Weltausstellung 1873 in Wien fungierte er als offizieller Berichterstatter für geodätische und astronomische Instrumente.
Wilhelm Tinter starb 1912 im Alter von 72 Jahren und wurde am Wiener Zentralfriedhof bestattet. Sein gleichnamiger Sohn (* 1879) war Richter in Neunkirchen (Niederösterreich).

## Auszeichnungen
- 1898: Ritterkreuz des Leopold-Ordens
- 1910: Erhebung in den Adelsstand
- 1934 wurde nach ihm die Tinterstraße im 14. Wiener Gemeindebezirk Penzing benannt.[1]

## Publikationen (Auswahl)
- 1870: Die europäische Gradmessung in ihrer Beziehung zu den früheren Gradmessungsarbeiten, Allgemeine Bauzeitung 35
- 1887: Lehrbuch der sphärischen Astronomie in ihrer Anwendung aus geographische Ortsbestimmung, gemeinsam mit Josef Philipp Herr, nach dessen Tod vollendet von Wilhelm Tinter, Seidel & Sohn, Wien 1923, 2. Auflage